# Collège de Champigny
 (mars 2014).
Si vous disposez d'ouvrages ou d'articles de référence ou si vous connaissez des sites web de qualité traitant du thème abordé ici, merci de compléter l'article en donnant les références utiles à sa vérifiabilité et en les liant à la section « Notes et références ».
Pour les articles homonymes, voir Champigny.
Le Collège de Champigny est une institution d'enseignement secondaire privée située dans le secteur Champigny de la ville de Québec, au Québec (Canada).

## Historique
L'école est fondée par les Frères du Sacré-Cœur en 1969 qui avaient comme priorité de rendre accessible l’éducation à toutes et à tous, comme le souhaitait leur fondateur, le Père André Coindre.
C'est aussi un ancien monastère de frères religieux.
De 1945 à 1967, la mission des frères du Sacré-Cœur, dans l'établissement du Collège actuel, était de former les futurs frères et prêtres pour la province de Québec. Une partie de l'édifice du Collège accueille toujours, en 2021, des frères du Sacré-Cœur qui, pour la plupart, sont d'anciens enseignants.

Le Collège est membre de la Fédération des établissements d'enseignement privés du Québec.

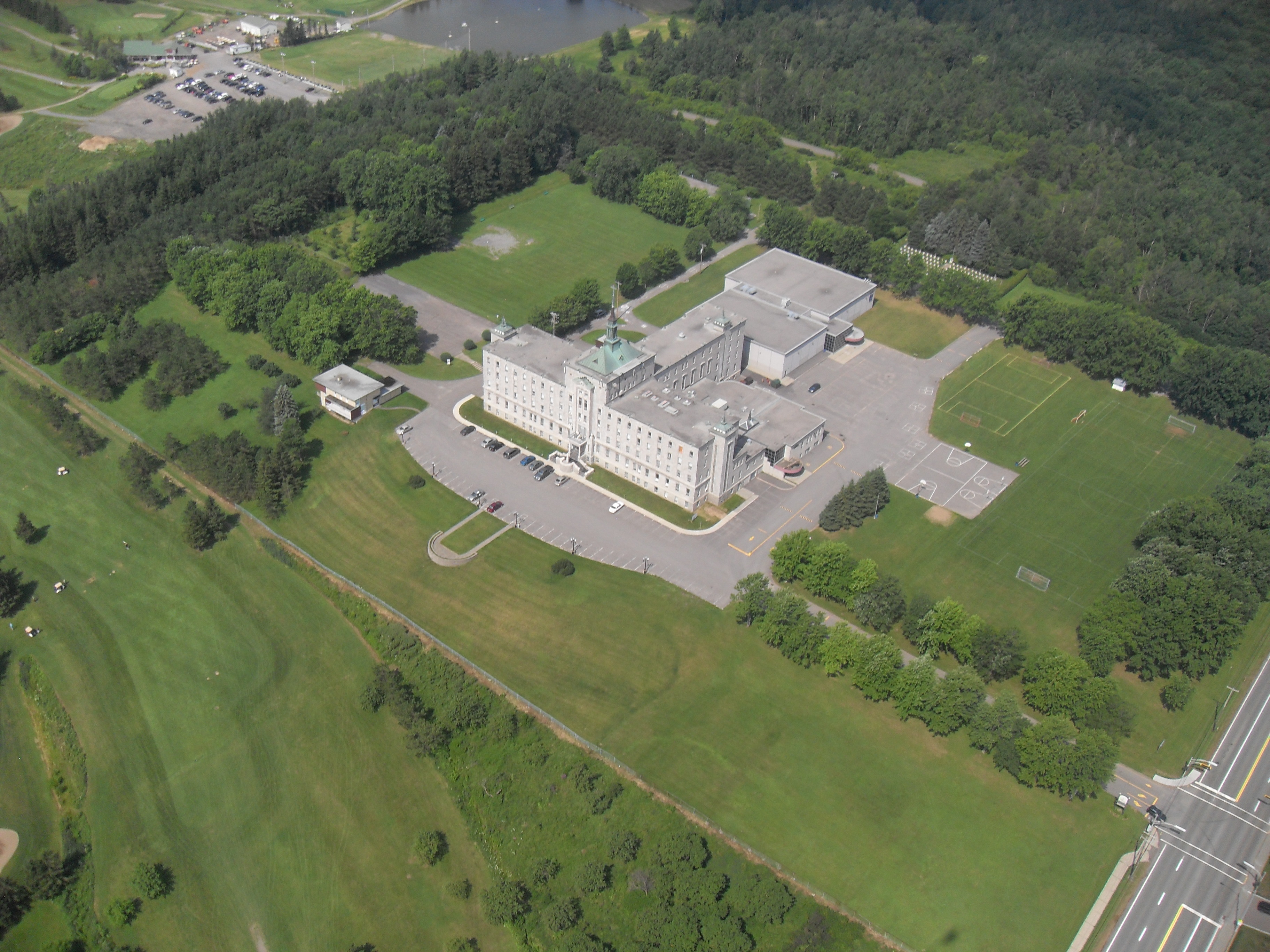
Vue aérienne

Le Collège de Champigny voit le jour en 1969 comme institution privée d’intérêt public pour le niveau secondaire. Lors de cette première année, 134 garçons, pensionnaires et externes, se répartissent de la première à la quatrième secondaire.
En 1971, puisque la majorité des élèves demeurait à proximité du Collège, le pensionnat est abandonné.
En 1979, le premier comité de parents est créé.
En 1980, pour offrir l’éventail complet des cours au programme de chaque niveau, il devient nécessaire d’augmenter la clientèle. Le Collège accroît alors son effectif à 238 élèves et, pour la première fois, des filles y sont admises.
En 1985, la formation intégrale au secondaire débute avec l’ouverture de la cinquième secondaire pour 18 élèves.
En 1990, le Collège de Champigny lance son propre projet éducatif.
En 1991, la Fondation Collège de Champigny est créée. Le Collège est alors reconnu par le Ministère de l’Éducation comme une institution secondaire confessionnelle de foi catholique.
En 1996, le Collège s’agrandit avec la construction d’un nouveau gymnase, d’un local d’art, d’un local de musique et d’une salle de spectacles. Ces infrastructures permettent à environ 500 adolescents et adolescentes de réussir leurs études secondaires dans un environnement riche en services et activités.
En 2002, le Collège continue de croître et d’innover avec l’aménagement de nouveaux locaux pour accueillir plus de 600 élèves. En devenant une « École du 3e millénaire », le Collège fait des avancées significatives en matière de technologies de l’information.
En 2004, le Collège innove encore avec l’introduction d’une collection de vêtements pour ses élèves. Cette année marque également l’entrée de la Réforme au secondaire avec la première cohorte.
En 2006, le Collège commence à accueillir des étudiants étrangers.
En 2011, un événement est instauré qui deviendra plus tard une tradition du Collège : le défilé des pères Noël. Cet événement, toujours en place, gagne en médiatisation chaque année.
En 2014, des iPad deviennent nécessaires pour les élèves de secondaire 1 à 3. Deux ans plus tard, en août 2016, l’usage des iPad est généralisé à l’ensemble de la population scolaire.

## Technologie
Le Collège s'est équipé, au début des années 2000, d'ordinateurs de nouvelle technologie (terminaux Sun Microsytems) où l'élève possédait une carte à puce qui lui permettait d'utiliser l'un des 200 terminaux disponibles. Sa session étant sauvegardée à l'aide de la carte à puce, l'élève pouvait commencer un travail sur un terminal et le compléter sur un autre. On appelait le collège une « école du 3e millénaire ». Un portail éducationnel accessible en ligne a également été déployé dans la même période (i-champigny.ca). Il s'agissait au départ d'une adaptation du portail PHPNuke, réalisé par la compagnie 2S2I de Québec. Par la suite, la solution Pluriportail a été adoptée. Le portail en ligne permet notamment aux élèves et parents de voir les notes et communiquer avec le personnel.
Depuis 2010, le Collège utilise des laboratoires mobiles (ordinateurs portables et tablettes) Apple et, depuis la rentrée 2014, tous les élèves des nouvelles cohortes disposent d'un iPad pouvant être utilisé en classe.

## Activités
Le collège de Champigny offre de nombreuses activités parascolaires et culturelles. Parmi elles, on compte la troupe de théâtre : les PROjecteur, la troupe de danse : Rubidium, la technique de scène, l'orchestre, un band vocal, de l'improvisation, des ateliers de conversation anglaise, une activité de production cinématographique, de la robotique et la formule Parlement au secondaire. Le collège de Champigny offre aussi plusieurs programmes de sports parascolaires diversifiés.